# Zair
Zair (eng. Zaire, fra. Zaïre), službeno Republika Zair (fra. République du Zaïre), bio je naziv za državu između 1971. i 1997. u Središnjoj Africi koja je danas poznata kao Demokratska Republika Kongo. Bila je unitarna jednostranačka predsjednička republika pod totalitarnom vojnom diktaturom koju je predvodio Mobutu Sese Seko i njegova vladajuća stranka Popularni pokret revolucije. Zair je osnovan nakon državnog udara 1965. godine kada je vlast uz pomoć vojske preuzeo predsjednik Mobutu. Zair je imao vrlo centralizirani ustav, a strana je imovina bila nacionalizirana. To se razdoblje povijesti DR Konga ponekad naziva i Drugom Kongoanskom Republikom.
Pod Mobutoovim vodstvom pokrenuta je šira kampanja oslobođenja zemlje od utjecaja iz kolonijalnog razdoblja Belgijskog Konga. Oslabljen prekidom američke potpore nakon završetka hladnog rata, Mobutu je bio primoran proglasiti novu republiku 1990. godine. Za vrijeme raspada države Zair je karakterizirao rašireni kronizam, korupcija, etnički sukobi i loše ekonomsko upravljanje.
Zair je doživio slom tijekom 1990-ih zbog destabilizacije istočnih dijelova države nakon genocida u Ruandi i rastućeg nasilja. Godine 1996. Laurent Kabila, vođa Saveza demokratskih snaga za oslobođenje Konga (AFDL), predvodio je pobunu protiv Mobuta. Nakon pobjede pobunjenika Mobutu napušta državu. Sljedeće godine država ponovo mijenja službeni naziv u Demokratska Republika Kongo. Mobutu je bio u egzilu u Maroku i ondje je preminuo nakon četiri mjeseca.

## Galerija
- Karta Zaira iz The World Factbook, 1982.
- Air Zaire Boeing 737-200
- Predsjednička zastava

## Vanjske poveznice
- Macgaffey, J., 1991. The Real Economy of Zaire: the Contribution of Smuggling and Other Unofficial Activities to National Wealth. Philadelphia: University of Pennsylvania Press.
- T. Merril and S. Meditz, eds., Zaire: A Country Study. Area Handbook Series. Washington DC: Library of Congress Federal Research Division, 1994.
- Callaghy, T., The State–Society Struggle: Zaire in Comparative Perspective. New York: Columbia University Press, 1984, ISBN 0-231-05720-2.
- Young, C., and Turner, T., The Rise and Decline of the Zairian State. Madison: The University of Wisconsin Press, 1985, ISBN 978-0-299-10110-7.